# Wiyots
Els wiyot (Chetco-Tolowa: wee-’at yurok: weyet) són una tribu índia ritwan, del tronc macroalgonquià (llengües algonquines) relacionada amb els yuroks, i també anomenats Dilwishne, Humboldt Bay, Sulatelik i Wishosk.

## Localització
Vivien al baix riu Mad i Eel, i a la badia de Humboldt (California), dividits en els grups Batawat, Wiki i wiyot. Tenen una reserva pròpia a Califòrnia. Actualment estan registrats en diverses tribus reconegudes federalment, com la tribu Wiyot (també coneguda com a reserva Table Bluff—Tribu Wiyot), banda Bear River de la ranxeria Rohnerville, ranxeria Blue Lake, i la comunitat índia Cher-Ae Heights de la ranxeria Trinidad.

## Demografia
El 1770 potser eren 1.200 individus, i mil el 1800, però baixaren a 200 el 1880 i a 100 en el cens del 1910. La seva llengua només tenia un parlant el 1961. Segons el cens dels EUA del 2000, hi havia 444 purs, 60 barrejats amb altres tribus, 149 barrejats amb altres races i 21 amb altres races i tribus. En total, 674 individus.
Segons dades de la BIA del 1995, a la ranxeria Blue Lake de Califòrnia hi vivien 85 persones (39 només al rol tribal), i a la de Table Bluff (Califòrnia) hi vivien 243 (239 al rol tribal).

## Costums
Llurs campaments estaven localitzats als corrents de les badies més que a l'oceà mateix. Rarament usaven l'oceà per a subsistir o navegar, preferien les aigües tranquil·les. Llurs llogarrets constaven de quatre a dotze cases, probablement per a 30 persones. També tenien campaments escampats d'una o dues cases. També tenien cases de suor, emprades per a dormir, treballar i entretenir-se, amb banys de vapor rectangulars i purificacions.
Principalment eren pescadors de salmons als rius i als marges de l'oceà, on collien musclos, cloïsses i atrapaven mamífers terrestres. Llurs cases i canoes eren fetes de fusta de secoia.
Mesuraven la riquesa en petxines dentellades, en ganivets llargs d'obsidiana, plomes d'ocells picafustes i pells de cérvol albí, així com d'altres objectes. Mesuraven la riquesa en petxines dentellades, en ganivets llargs d'obsidiana, plomes d'ocells picafustes i pells de cérvol albí, així com d'altres objectes.
No tenien cabdills ni vestigis individuals d'autoritat política, però econòmicament eren influents els consellers. Les disputes, i fins i tot els assassinats, se solucionaven amb el pagament de petxines dentellades. Llurs xamans eren gairebé sempre dones. Adquirien llurs poders al cim d'una muntanya per les nits. Alguns xamans només diagnosticaven malalties, d'altres curaven xuclant sang i d'altres objectes de la malaltia.
Encara que pertanyien a l'àrea cultural de la costa del Nord-oest, llur religió contenia elements de la cultura de Califòrnia central, que incloía un Déu creador i molts caràcters animals.

## Història
No van tenir contacte amb els europeus fins a la febre d'or californiana del 1849. Molt relacionats amb els yurok, el 26 de febrer del 1860 patiren la massacre de Humboldt Bay, que gairebé els exterminà.
El 1908 els supervivents obtingueren una reserva de 30 acres a Table Bluff. Del 1960 al 1975 els aplicaren la Termination, però el 1981 tornaren a posar-se sota tutela de la BIA, qui els va donar 120 acres més a la reserva. I el 1982 aplicaren una constitució tribal. Cap al 2000 el portaveu tribal era Cheryl Seidner.
L'octubre del 2019 la ciutat californiana de Eureka, al terme municipal de la qual pertanyen aquestes antigues maresmes, les hi va retornar als seus propietaris originals. El Moviment Indi Americà (AIM, en les seves sigles en anglès) i altres entitats ameríndies van aplaudir la mesura. I no només com un acte de justícia, després de la seva quasi desaparició amb la massacre de 1860.